# Bernardo Facini

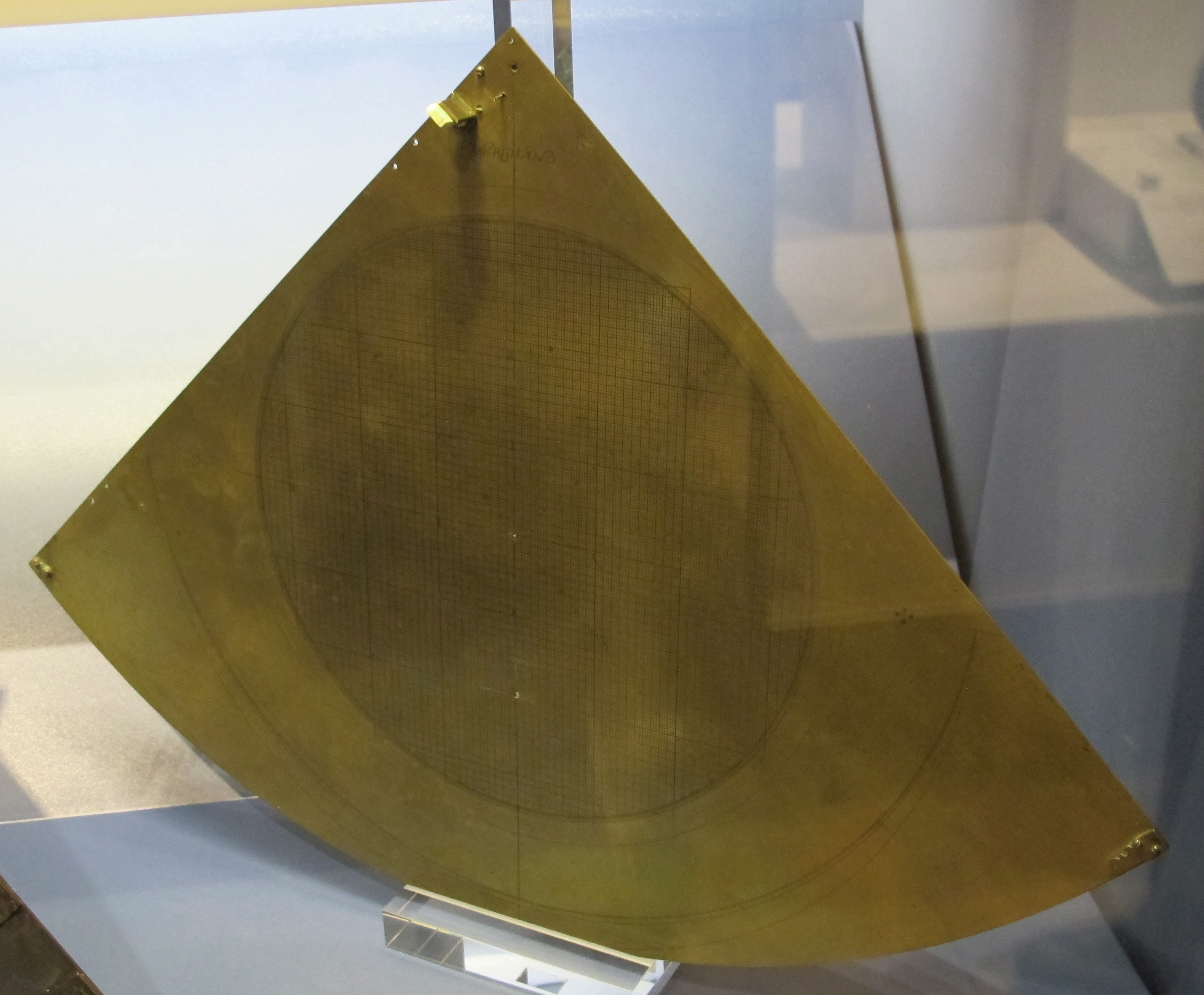
Fattura italiana, quadrante, XVI-XVII sec. (Museo Galileo, Firenze)

Santo Bernardo Facini (Venezia, 1665 – Piacenza, 10 agosto 1731) è stato un astronomo, matematico e inventore di strumenti scientifici italiano.

## Biografia

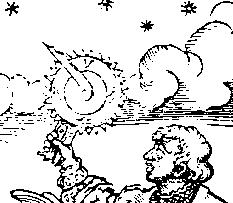
Horometrum indica la lunghezza dei giorni dell'anno

Astronomo, matematico e costruttore di strumenti scientifici. Nel 1681 sposò Francesca Pedrini da cui ebbe 5 figli. Successivamente aprì a Venezia una bottega di costruzione e riparazione di strumenti nautici. 
Bernardo Facini fu anche autore di varie invenzioni: il goniometro per rilevamento con bussola (1694), oggi al Museo storico navale di Venezia; il ciclometro proporzionale per il calcolo delle aree curvilinee, descritto nel suo trattato sulla Anatomia del circolo nella sua quadratura (Colonia, 1695). 
Nel 1697 insieme al cartografo Vincenzo Maria Coronelli crea il compendio nautico (oggi conservato all'Ermitage di San Pietroburgo), un misuratore orario composito con bussola e indicatore delle fasi lunari, per il calcolo della latitudine, della longitudine e dell'ora durante la navigazione; il trigometron per il calcolo dei lati dei triangoli senza conoscerne gli angoli; e l'horometrum per indicare i tempi dell'alba e del tramonto e la lunghezza di ogni giorno dell'anno. 
Costruì inoltre bussole per tavoletta pretoriana, quadranti astronomici, grafometri e, per il Margravio Guglielmo Federico di Brandeburgo-Ansbach, uno strumento di misurazione ad uso militare.  
Nel 1714 realizzò un calcolatore logaritmico (di cui un esemplare è conservato all'Adler Planetarium di Chicago) e nel 1717 passò al servizio del Duca di Parma Francesco Farnese, per il quale restaurò un orologio meccanico di forma sferica (sferologio), costruito da Bartolomeo Ferrari per Giovanni Gonzaga. Nel 1725 completò un complesso planetario, che denominò planisferologio, conservato oggi nei Musei Vaticani.